# Verónica Llinás
Verónica Llinás (Buenos Aires; 23 de setembre de 1960) és una actriu i humorista argentina de cinema, teatre i televisió. És filla de l'escriptor Julio Llinás i la pintora Martha Peluffo, i germana de Sebastián Llinás i del director de cinema Mariano Llinás.

## Carrera
Es va formar amb Agustín Alezzo, Ángel Elizondo i Miguel Guerberoff. Va ser integrant del mític grup teatral Gambas al Ajillo, que des de 1986 fins a 1990, va presentar diferents espectacles al Centro Parakultural, el teatro Empire i la discoteca Cemento, entre d'altres.

## Cinema
| Any  | Títol                             | Personatge         | Notes    |
| ---- | --------------------------------- | ------------------ | -------- |
| 1982 | Pubis angelical                   | Dona               | Cameo    |
| 1983 | Deathstalker                      | Toralva            |          |
| 1988 | Lo que vendrá                     | Isabel             |          |
| 1990 | Cien veces no debo                | Elvira             |          |
| 1993 | La peste                          | Stripper           | Cameo    |
| 1993 | De eso no se habla                | Mirna              |          |
| 1994 | Sin opción                        | María              |          |
| 1996 | Rapado                            | Elena              |          |
| 1997 | Mar de amores                     | Luisa              |          |
| 2001 | Contraluz                         | Victoria "Vicky"   |          |
| 2002 | Todas las azafatas van al cielo   | Enfermera          |          |
| 2003 | Soy tu aventura                   | Amanda             |          |
| 2005 | Judíos en el espacio              | Mirta              |          |
| 2006 | Glue                              | Mercedes "Mecha"   |          |
| 2007 | ¿De quién es el portaligas?       | Nucha              |          |
| 2008 | Historias extraordinarias         | Narradora          |          |
| 2009 | En nuestro corazones para siempre | Claudia            | Telefilm |
| 2010 | Antes                             | Silvia             |          |
| 2010 | Pájaros volando                   | Piedad             |          |
| 2011 | Cerro Bayo                        | Mercedes           |          |
| 2015 | La patota                         | Victoria           |          |
| 2015 | La mujer de los perros            | La mujer           |          |
| 2016 | El candidato                      | Eloisa             |          |
| 2018 | Adiós, entusiasmo                 | Martha             |          |
| 2018 | La flor                           | Gringa / Narradora |          |
| 2019 | La odisea de los giles            | Lidia Perlassi     |          |
| 2022 | Lunáticos                         | Sonia              |          |
| 2022 | Trenque Lauquen                   | Carlota            |          |

## elevisió
| Any       | Títol                                   | Personatge                                | Notes                                               |
| --------- | --------------------------------------- | ----------------------------------------- | --------------------------------------------------- |
| 1991      | Gasalla 91                              | Diversos personatges                      | Actuació en esquetxos                               |
| 1993-1995 | El palacio de la risa                   | Diversos personatges                      | Actuació en esquetxos                               |
| 1997      | Señoras y señores                       | Nilda                                     | Recurrent                                           |
| 1998      | Gasoleros                               | Alicia "Chula" Rivarola                   | Elenc secundari                                     |
| 1998-2000 | Gasalla en Libertad                     | Diversos personatges                      | Recurrent                                           |
| 1999      | Buenos vecinos                          | Estela                                    | Recurrent                                           |
| 2000      | Tiempo final                            | Dora                                      | Episodi: «La terapeuta»                             |
| 2001      | Un mundo de sensaciones                 | Rosa                                      | Elenc secundari                                     |
| 2002      | Kachorra                                | Bernarda "Bernie" Eusebia Estévez Álvarez | Elenc secundari                                     |
| 2002      | Tiempo final 3                          | Delia                                     | Episodi: «Los viejos»                               |
| 2002      | Tiempo final 3                          | Paula                                     | Episodi: «Mano a mano»                              |
| 2003      | Los simuladores                         | Dora Márquez                              | Temporada 2, Episodi 8: «Fin de semana de descanso» |
| 2004      | Gasalla en pantalla                     | Diversos personatges                      | Actuació en esquetxos                               |
| 2005      | Conflictos en red                       | Raquel                                    | Episodi: «Loop»                                     |
| 2006      | Amo de casa                             | Silvina                                   | Recurrent                                           |
| 2006      | Bendita vida                            | Roxana                                    | Elenc secundari                                     |
| 2009      | Los exitosos Pells                      | Gladis Guzmán                             | Participació especial                               |
| 2010      | Lo que el tiempo nos dejó               | Marcela                                   | Episodi: «La caza del ángel»                        |
| 2011      | El hombre de tu vida                    | Lucila "Lucy"                             | Episodi 11                                          |
| 2012      | Graduados                               | Aída                                      | Participació especial                               |
| 2012      | 23 pares                                | Leonor                                    | Episodi 9                                           |
| 2013      | Historias de corazón                    | Laura                                     | Episodi: «Ojos que no ven»                          |
| 2013      | En terapia                              | Mercedes Guevara                          | Recurrent                                           |
| 2014      | La celebración                          | Carmen                                    | Episodi 6: «Día dela madre»                         |
| 2014      | Doce casas, Historia de mujeres devotas | Estela                                    | Setmana 5: «Historia del hijo de aurora»            |
| 2014-2015 | Viudas e hijos del Rock & Roll          | Inés Murray Tedin Puch de Arostegui       | Antagonista                                         |
| 2015      | Historia de un clan                     | Angélica Bolena                           | Participació especial                               |
| 2016      | Educando a Nina                         | Mercedes "Mecha" Pichicuchi               | Elenc secundari                                     |
| 2016-2018 | Psiconautas                             | Emilce                                    | Elenc secundari                                     |
| 2017      | Fanny, la fan                           | Coral Dragos                              | Elenc secundari                                     |
| 2018      | El marginal                             | Rita                                      | Antagonista                                         |
| 2018      | 100 días para enamorarse                | Alicia Castelnuovo                        | Participació especial                               |
| 2018      | Morir de amor                           | Leticia Casabe                            | Recurrent                                           |
| 2020      | Manual de supervivencia                 | Verónica                                  | Elenc secundari                                     |
| 2022      | El fin del amor                         | Ruth Friedman                             | Elenc secundari                                     |
| TBA       | How to be a Carioca                     | TBA                                       | TBA                                                 |

| Any  | Títol          | Personatge   | Notes                                            |
| ---- | -------------- | ------------ | ------------------------------------------------ |
| 2016 | Susana Giménez | Ella mateixa | Participació en el sketch: "La empleada pública" |

## Videoclips
| Any  | Títol    | Artista       | Rol                        |
| ---- | -------- | ------------- | -------------------------- |
| 2019 | Se acabó | Jimena Barón  | Directora del reality show |
| 2022 | N5       | Lali Espósito | Cameo                      |

## Teatre

### Direcció
- 2018: Ping Pong

### Intèrpret
Com a integrant de la Compañía Argentina de Mimo:
- 1980: Apocalipsis, según otros. Director: Ángel Elizondo. Teatro Picadero.
- 1981: Pi igual tres coma catorce. Director: Ángel Elizondo. Teatro Payró.
- 1982: Boxxx. Director: Ángel Elizondo. Los Teatros de San Telmo
- 1982: Ka.kuy. Director: Ángel Elizondo. Festival Gaukler ’82. Alemania.
- 1983: El Intranauta. Director: Ángel Elizondo. Teatro Contemporáneo.
- 1985: Subdesarroshow. Director: Omar Viola. Discoteca Cemento.

Como a integrant del grup Gambas al Ajillo (fins a 1990, en que va abandonar el grup):
- 1986: Varieté al Centro Parakultural.
- 1987: Varieté a la discoteca Cemento
- 1988: La Debacle Show al Centro Cultural Ricardo Rojas.
- 1988: La Debacle Show al teatro Empire.

- 1996: .Y las sirenas cantarán. Dirigida por Rodolfo Bebán. Teatro de la Comedia.
- 1997: Trilogía del veraneo de Carlo Goldoni. Director:Daniel Suárez Marsall. Sala Casacuberta, TMGS
- 1998: El submarino de Miguel Fallabella. Director: Víctor García Peralta. Teatro Regina.
- 2001: Te llevo en la sangre de Mónica Silver. Director: Villanueva Cosse. Teatro del Pueblo.
- 2002: Monólogos de la vagina, de Eve Ensler. Directora: Lía Jelín. Sala Pablo Picasso, Complejo Teatral La Plaza.
- 2005 y 2006: Chicas católicas, de Casey Kurtti Directora: Alicia Zanca. Teatro Picadilly
- 2007: Atendiendo al Sr. Sloane, de Joe Orton. Director: Claudio Tolcachir, Ciudad Cultural Konex.
- 2009: Caperucita, escrita i dirigida per Javier Daulte: Multiteatro.
- 2019-2021: Carcajada salvaje: Multiteatro.
- 2021-2024: Dos locas de remate.

## Premis

### Nominacions
- 1988: Revelació, Premi Cóndor de Plata, per Cien veces no debo.
- 1995: Millor actriu còmica, premi Martín Fierro, prr El Palacio de la Risa de 1994.
- 1999: Millor actriu protagonista, Premi ACE per El Submarino.
- 2000: Millor actriu de repartiment Premi Martín Fierro per Gasoleros i Buenos vecinos.
- 2003: Millor actriu de repartiment Premi Cóndor de Plata per Soy tu aventura.
- 2007: Millor actriu de repartiment Premi Cóndor de Plata Judíos en el espacio.
- 2007: Actriu de Teatre, Premis Clarín, per Atendiendo al Sr. Sloane.
- 2007: Millor actriu protagonista de Comèdia, Premis ACE, per Atendiendo al Sr. Sloane.
- 2007: Millor actriu protagonista, Premi Teatros del Mundo, per Atendiendo al Sr. Sloane.
- 2010: Millor actriu protagonista de Comèdia, Premis ACE, per Caperucita, un espectáculo feroz
- 2012: Millor actriu de repartiment Premis ACE, per "Buena gente".
- 2017: Millor actriu de repartiment Premis Tato, per Fanny la Fan".
- 2019: Millor actriu protagonista de Comèdia, Premis ACE, per Carcajada salvaje

### Guanyadora
- 1996: Millor actriu còmica, Premi Martín Fierro, per El Palacio de la Risa de 1995.
- 1996: Millor actriu còmica internacional, Premi Tabaré de l’Uruguai, per El Palacio de la Risa de 1995.
- 1997: Millor actriu protagonista, Premi (ACE), per Trilogía del Veraneo.
- 2002: Millor actriu de repartiment Premi ACE, per Te llevo en la sangre.[5]
- 2009: Distingida com un dels dotze millors treballs de l’any per l’Escuela de Espectadores, de Jorge Dubatti, per Atendiendo al Sr. Sloane.
- 2012: Millor actriu de repartiment Premi Cóndor de Plata per Cerro Bayo.[6]
- 2013: Premi Trinidad Guevara, com s Millor actriu de repartiment prr Buena Gente.
- 2015: Premis Tato, com a millor actriu de repartiment a Historia de un clan.[7]
- 2016: Premi Martín Fierro, com a millor actriu de repartiment a Historia de un clan.
- 2021: Millor actriu televisiva, Premi Konex, pel període 2011-2020.
- 2023: Millor actriu de repartiment en comèdia i/o musical. Premis Cóndor de Plata 2023